# グリーンドリンクス
グリーンドリンクス（greendrinks）とは、イギリスで始まり世界に広まったイベントで、環境やサスティナビリティー、働き方、地域活性化などのテーマに沿ったトークセッションやワークショップなどを食事などを楽しみながら行う。それぞれ地域ごとにオーガナイザーが、テーマやイベントを企画する。主催する団体はNPO法人や企業、グループ、個人などがあり、それぞれのグリーンドリンクスは独立して運営している。

## 概要
環境やエコ、サステナビリティー(持続可能性)などをテーマに市民が語り合うパーティー。世界の700を超える都市で開かれている。1989年にロンドンのパブで始まり、日本では東京や大阪、横浜、金沢など10都市以上で開かれている。

## 沿革
1989年
ロンドンのパブで始まる。
2007年
秋田県秋田市において、第1回目のグリーンドリンクスが開催される 。「greenz.jp」リニューアル記念パーティとして第1回目のグリーンドリンクス東京が開催される。
2008年
横浜で、環境に関する活動を実施する団体・事業者やエコロジーに興味のある参加者が集う「green drinks Yokohama」が開催される。
2011年
千葉県松戸市の松戸駅前のまちづくり「MAD City（マッドシティ）プロジェクト」が、green drinks 松戸をスタート。横浜市では横浜コミュニティデザインラボとノガンが、「Yokohamaを楽しくするキーパーソンが 気軽につながる呑み会」として、green drinks yokohamaをスタート
2013年
東京都世田谷区下北沢を拠点とする4つの地域メディアが集まり「green drinks下北沢 vol.2　地域メディアが複眼的に見る、今の下北沢」が開催。
2014年
京都、東京、横浜、谷町、西条、石巻の6地域でそれぞれgreen drinksを展開するオーガナイザーが集まり「green drinks Japan サミット」を開催。川崎市でもキーパーソンが集って、green drinks kawasakiが始まった。
2017年
東京都渋谷区で、「渋谷をつなげる30人」プロジェクトがスタート。渋谷区の地域課題を、企業・行政・NPO・市民など様々なセクターから集まった30名がクリエイティブなアイデアで解決していく、まちづくりプロジェクトが発足。そこからgreen drinks Shibuyaへと発展した。
2018年
静岡県静岡市のグリーンドリンクス静岡で、旧静岡市立青葉小学校で、旧校舎に自由に落書き体験できたり、体育館で音楽コンサートなど企画した。
2020年
　　NPOグリーンズが、新型コロナウィルス感染拡大による外出自粛を受けて、オンラインイベント「green drinks STAY HOME !!!」を開始した。

## グリーンドリンクスのルール
グリーンドリンクスは、原則的に誰でも、各地域でオーガナイザーとして開催することができる。開催するにあたり、オーガナイザーが共有しているルールがある。 
1. Open（オープン） — 誰でも参加できる。
2. Freeform（自由）テーマは自由。
3. Regular（定期開催）
4. Simple to Organise（シンプル）
5. Self-replicating（自己複製型）
6. Local（ローカル）
7. Agenda Free（自由な議論の場）
8. Decentralised（分散型） — それぞれの地域で、それぞれの主催団体・企業のやり方でできる。
9. Non Profit（非営利）
10. Run Responsibly（責任のある運営）
11. Fun（楽しい！）
12. Start A Green Drinks in Your City（あなたのまちではじめよう）

## 日本のグリーンドリンクス
- グリーンドリンクス秋田 - 秋田県秋田市[17] （2007年開始）
- グリーンドリンクス東京 - 東京都 （2007年開始）
- グリーンドリンクス静岡 - 静岡県静岡市[18] （2010年開始）
- グリーンドリンクス横浜 - 神奈川県横浜市[8] （2011年開始）
- グリーンドリンクス松戸 - 千葉県松戸市[7] （2011年開始）
- グリーンドリンクス川崎 - 神奈川県川崎市[19] （2014年開始）
- グリーンドリンクス京都 - 京都府京都市[20] （2014年開始）
- グリーンドリンクス岡山 - 岡山県岡山市[21] （2016年開始）
- グリーンドリンクス渋谷 - 東京都渋谷区[22] （2017年開始）
- グリーンドリンクス大阪 - 大阪府大阪市[23]
- グリーンドリンクスひばりヶ丘 - 東京都西東京市
- グリーンドリンクス福岡 - 福岡県福岡市
- グリーンドリンクス柏 - 千葉県柏市
- グリーンドリンクス釜石 - 岩手県釜石市